# Жереми Менез
Жереми Менез (фр. Jérémy Ménez; 7. мај 1987) бивши је француски фудбалер који је играо на позицији нападача. Менез је свестран играч и углавном је играо као крило или плејмејкер, с тим да је примарно био оријентисан ка нападу, са способношћу играња с обе ноге, добром техником и великом брзином.

## Статистика каријере

### Репрезентативна
| Француска | Француска | Француска |
| Година    | Наступи   | Голови    |
| --------- | --------- | --------- |
| 2010      | 2         | 0         |
| 2011      | 7         | 0         |
| 2012      | 12        | 2         |
| 2013      | 3         | 0         |
| Укупно    | 24        | 2         |

## Трофеји

### Клупски
Париз Сен Жермен
- Прва лига Француске: 2012/13, 2013/14.
- Лига куп Француске: 2013/14.

Клуб Америка
- Ем-икс лига: Апертура 2018.
- Куп Мексика: Клаузура 2019.
- Шампион шампиона: 2019.

### Репрезентативни
Француска до 17 година
- Европско првенство до 17 година: 2004.